# Одиночка (Приморский район)
Одиночка — деревня в Приморском районе Архангельской области в 3 км западнее Архангельска. Входит в состав Островного сельского поселения.

## География
Деревня располагается на острове Островский в дельте реки Северная Двина.

## История
В 1924 году был образован Пустошинский сельский Совет рабочих, крестьянских и красноармейских депутатов Подгородней волости Архангельского уезда Архангельской губернии. В 1955 году деревня Одиночка стала центром Пустошинского сельского Совета Приморского района Архангельской области. С 2004 года по 2015 год Одиночка была центром МО «Пустошинское».
Законом Архангельской области от 28 мая 2015 года № 289-17-ОЗ муниципальные образования «Вознесенское», «Пустошинское» и «Ластольское» были объединены в муниципальное образование «Островное», в состав которого вошло Одиночка.

## Население
| 2002 | 2010 | 2012 |
| ---- | ---- | ---- |
| 71   | ↘41  | ↗73  |

По данным Всероссийской переписи населения 2010 года в деревне проживал 41 человек.

### Карты
- Одиночка. Публичная кадастровая карта